# Robot gia dụng

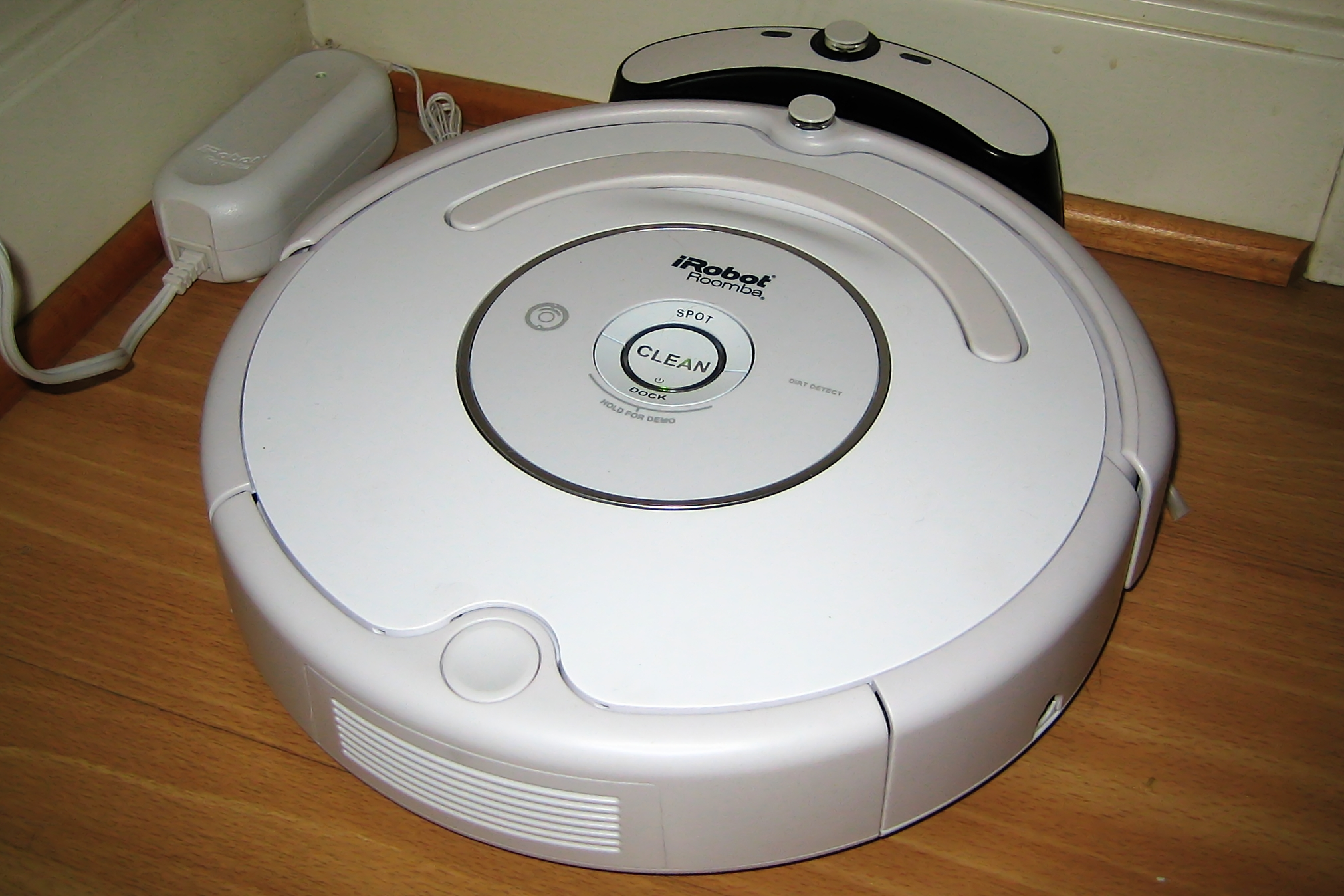
Máy hút bụi Roomba là một robot gia dụng

Robot gia dụng là loại robot phục vụ, tự hoạt động được sử dụng chủ yếu cho công việc nhà, nhưng cũng có thể được sử dụng cho giáo dục, giải trí hoặc điều trị bệnh.
Cho đến nay mới có một vài mô hình hạn chế, mặc dù các nhà đầu tư, chẳng hạn như tỷ phú công nghệ Bill Gates, đã gợi ý rằng chúng có thể trở nên phổ biến hơn trong tương lai .
Đột phá trong việc chọn robot phổ dụng là sự phát triển robot nhanh chóng và đáng tin cậy với nhiều loại sản phẩm khác nhau, hướng đến giải quyết các nhiệm vụ đòi hỏi thao tác khéo léo của hộ gia đình, điều trước đây được cho là quá khó để robot nắm bắt được.
Trong khi hầu hết các robot gia dụng là đơn giản, một số được kết nối với mạng gia đình WiFi hoặc môi trường thông minh và trang bị tự vận hành đến một mức độ cao do những tiến bộ trong điện toán đám mây và robot đám mây .
Năm 2006 ước tính có khoảng 3.540.000 robot phục vụ được sử dụng, so với khoảng 950.000 robot công nghiệp .

## Robot việc trong nhà
Robot việc trong nhà là robot làm việc vặt xung quanh và bên trong nhà. Trong thực tế tuyệt đại đa số robot hoạt động trong nhà, nhưng được xếp loại khác theo công dụng.
[[Robot hút bụi] và robot rửa sàn để làm sạch sàn nhà. Một số sử dụng vải lau chùi Swiffer hoặc khăn lau dùng một lần khác để lau khô, hoặc vải sợi nhỏ có thể tái sử dụng để lau ướt.
Robot là ủi như Dressman có dạng hình nộm (manneqin), để sấy khô và là ủi áo sơ mi bằng khí nóng . Robot khác dạng hình nộm cho các bộ phận bên dưới như quần, quần dài và váy. Robot tiên tiến hơn thì gấp và xếp quần áo, như Laundroid có sử dụng phân tích hình ảnh và trí thông minh nhân tạo, Effie là ủi đến 12 mặt hàng quần áo cùng một lúc.
Robot xả rác (Cat litter robot) là hộp xả rác tự động làm sạch, lọc các hộp ra thành một thùng đựng chất thải tích hợp có thể được lót bằng một túi nhựa thông thường.
Robot nhà bếp như Rotimatic làm các món roti, tortilla, puri... tách bột chỉ trong vài phút.
Robot an ninh gia đình như Knightscope có camera góc rộng có khả năng nhìn đêm, phát hiện chuyển động và kẻ xâm nhập. Nó có thể tuần tra địa điểm và quay video các hoạt động đáng ngờ, và gửi cảnh báo qua email hoặc tin nhắn văn bản; lịch sử được lưu trữ của các cảnh báo và video trong quá khứ có thể truy cập được qua Web. Robot cũng có thể được cấu hình để hoạt động bất cứ lúc nào trong ngày .
Robot gia dụng đa năng như "Atlas" thực hiện nhiệm vụ trong nhà nhà như quét, mở cửa, leo cầu thang,... làm cho chủ nhà thú vị và dễ chịu .

## Robot ngoài trời
Robot ngoài trời được thiết kế để làm việc ngoài trời.
Robot cắt cỏ có thể cắt cỏ một mình sau khi được lập trình, có thể làm việc với động cơ điện hoặc động cơ đốt trong cung cấp năng lượng cho lưỡi cắt và di chuyển chính nó. Nó có thể chứa bộ nhớ ghi lại hoạt động, gồm chiều dài của chuyến đi theo một hướng nhất định và các góc rẽ. Điều này cho phép không cần phải lập trình lại cho cùng một bãi cỏ được cắt lần tiếp theo. Những mô hình phức tạp có thể cắt cho mảng đồi rộng và có chỗ nghiêng tới 27 độ .
Robot dọn bể bơi làm sạch và bảo trì bể bơi, chà sàn, làm sạch nước, và loại bỏ các mảnh vụn nhỏ cỡ 2 µm .
Robot dọn máng xối như Looj sử dụng chổi và lưỡi cao su để loại bỏ các mảnh vụn khỏi máng xối mưa, vận hành thiết bị bằng điều khiển từ xa .
Robot làm sạch cửa sổ dùng cho lau dọn kể cả các tòa nhà và công trình cao tầng. Robot này có hệ thống chuyển động cho phép tự điều hướng trên bề mặt cửa sổ theo một hướng xác định. Nó có máy khuấy động được đặt bởi pad làm sạch. Khi được kích hoạt, bộ khuấy sẽ loại bỏ các mảnh vụn và bụi bẩn ra khỏi bề mặt cửa sổ .

## Robot xã hội

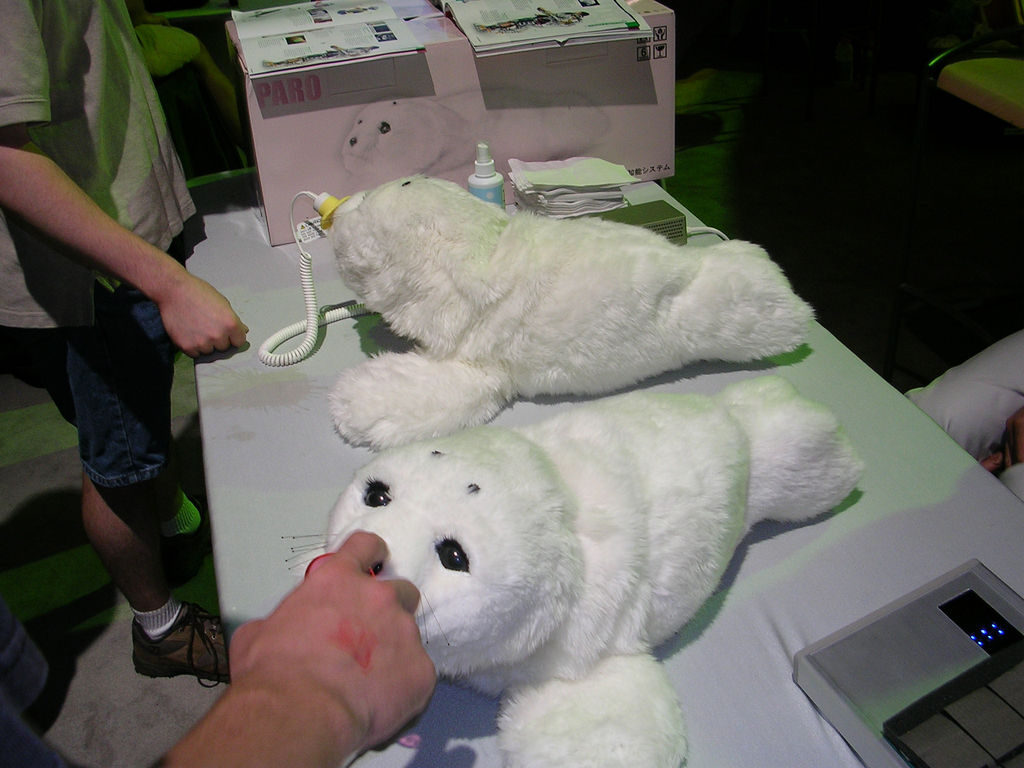
Robot Paro

Robot xã hội là tên đặt cho nhóm robot hỗ trợ con người giao tiếp xã hội.
Robot dạng người được sử dụng cho người già và khuyết tật để giữ cho họ có bầu bạn. Tại Nhật Bản có Wakamaru là một robot hình người hoạt động như một người chăm sóc. Wakamaru có một số hoạt động và "có thể được lập trình để nhắc nhở bệnh nhân uống thuốc, và thậm chí gọi cho bác sĩ khi có vẻ như có người đang gặp nạn". Paro là một con giống robot, được thiết kế để giao tiếp giảm stress cho người già, có micro, bộ vi xử lý, cảm biến, âm thanh, động cơ, được bao phủ bởi một bộ lông giả rất mềm và đôi mắt to làm cho nó dễ thương .
Các robot telepresence tại nhà có thể di chuyển, được kết nối cho phép giao tiếp với mọi người ở xa thông qua camera, loa và micrô. Thông qua các robot telepresence điều khiển từ xa khác, người dùng có thể truy cập vào một vị trí ở xa và khám phá nó như thể họ đang có mặt. Nhờ những robot này nhân viên chăm sóc sức khỏe có thể theo dõi bệnh nhân, hoặc hỗ trợ trẻ em được học từ xa khi phải ở nhà vì chấn thương, bệnh tật hoặc các thách thức vật lý khác. JIBO, ConnectR và Kuri là nhóm robot gia dụng có telepresence .

## Robot đồ chơi
Robot đồ chơi, ví dụ như Furby nổi tiếng, đã phổ biến từ năm 1998. Ngoài ra còn có robot dạng người cỡ nhỏ điều khiển từ xa. Các vật nuôi điện tử, chẳng hạn như chó robot, có thể là bạn đồng hành tốt. Chúng cũng đã được sử dụng bởi nhiều trường đại học trong các cuộc thi như RoboCup.
Có rất nhiều loại robot đồ chơi khác nhau đã được phát minh từ cuối những năm 1990, phục vụ giải trí. Một ví dụ phổ biến là đồ chơi Furby dành cho trẻ em nuôi dưỡng mỗi ngày. Các robot đồ chơi làm cho nó có vẻ như nó đã sống như một con vật cưng mà bạn phải xem trên và cho nó sự chú ý . Có rất nhiều loại robot đồ chơi khác nhau có liên quan đến động vật, giống như chó rô bốt. Một loại đồ chơi robot khác là robot điện thoại. Sử dụng đồ chơi này, bạn có thể kết nối với điện thoại của mình và điều khiển đồ chơi trong khi sử dụng ứng dụng. Giờ đây robot đồ chơi đang ngày càng gắn với thiết bị di động hơn, và từ đó tạo ra nhu cầu lớn hơn cho các loại sản phẩm này. Sự gia tăng nhu cầu có ảnh hưởng trực tiếp đến sự leo thang của công nghệ được sử dụng trong đồ chơi.
Ngoài ra còn có robot điện thoại cho vui chơi và trò chơi, chẳng hạn như Romo, một robot nhỏ sử dụng điện thoại thông minh làm bộ não của nó. Bằng cách sử dụng một thiết bị di động khác và một ứng dụng đa nền tảng, người dùng có thể lái nó, làm cho nó tạo ra các biểu cảm khuôn mặt hoạt hình, hướng nó tới khiêu vũ, hoặc biến nó thành một spybot.